# Volo Aeroflot 3843
Il volo Aeroflot 3843 era un volo commerciale sovietico precipitato il 13 gennaio 1977, dopo un incendio al motore sinistro vicino all'aeroporto di Almaty. Tutte le 90 persone a bordo persero la vita nello schianto.

## L'aereo e l'equipaggio
Il velivolo coinvolto nell'incidente era un Tupolev Tu-104B, registrato CCCP-42369 e di proprietà di Aeroflot. L'aereo fu consegnato alla compagnia russa il 31 ottobre 1958. Al momento dell'incidente, l'aereo aveva accumulato 27 189 ore di volo in 12 819 cicli di decollo-atterraggio.
L'equipaggio era composto da un comandante, un primo ufficiale, due navigatori e un ingegnere di volo; tre assistenti di volo erano in cabina.

## L'incidente
Il volo 3843 era un servizio da Chabarovsk ad Almaty via Novosibirsk. Quel giorno partì per la seconda tappa del volo da Novosibirsk alle 17:13. A 40 chilometri dall'aeroporto di Almaty, l'aereo si trovava a un'altitudine di 6 890 piedi (2 100 m). I testimoni notarono fiamme fuoriuscire dal motore sinistro a circa 15 chilometri dall'aeroporto. Con l'ala ancora incendiata, salì poi da circa 600 piedi (180 m) a 1 000 piedi (300 m) prima di entrare in una picchiata ed esplodere in un campo coperto di neve. Il cielo sopra l'aeroporto in quel momento era sereno, anche se a causa della foschia la visibilità era di poco meno di due chilometri. L'aereo colpì il suolo con un angolo di 28° e a una velocità di 150-190 chilometri all'ora. La fusoliera si spezzò in due; la parte anteriore affondò nel terreno di 2 metri. Quella posteriore, insieme al gruppo di coda, fu spinta indietro di 18 metri e non venne consumata dal fuoco. Gli esami forensi mostrarono che i passeggeri erano stati esposti al monossido di carbonio durante gli ultimi momento del volo.

## Le indagini
Gli investigatori scoprirono che il motore sinistro dell'aereo era stato soggetto a un incendio per 10-15 minuti. Il fuoco era aumentato durante l'avvicinamento a causa della diminuzione del flusso d'aria, danneggiando i controlli di volo. L'aereo era entrato in uno stallo e si era schiantato a tre chilometri dall'aeroporto.
Altre fonti sostennero che i piloti avevano continuato a volare per consumare carburante, ma l'incendio aveva raggiunto il serbatoio del combustibile, provocando un'esplosione.